# Молодое неистовство
«Молодое неистовство» (англ. Juvenile Rampage) — британский порнографический фильм 2014 года, снятый режиссёром Газзманом. Премьера его состоялась 11 июня.

## Сюжет
Школа здесь совсем не место для обучения точным наукам и скучным правилам. Здесь учат сексу. Одиннадцать юных развратниц готовы на всё, чтобы получить сексуальное удовольствие. Того же жаждут и их педагоги с толстыми членами, мимо которых не пройдёт ни одна любвеобильная ученица.

## В ролях
- Ава Далуш
- Шарлиз Белла
- Алина Хенесси
- Иэн Скотт
- Коко Де Маль
- Джорджи Лайолл
- Лекси Лоу
- Лола Тейлор
- Марко Бандерас
- Марина Висконти
- Мира Сансет
- Райан Райдер
- Саманта Бентли
- Тиффани Долл
- Тони Де Серджио
- Майк Анджело

## Награды и номинации
- AVN Awards 2015
  - Номинация: Лучшая оргия или сцена группового секса[1]
  - Номинация: Лучшая сексуальная сцена в зарубежном фильме (Коко Де Маль, Алина Хенесси, Марко Бандерас, Мира Сансет, Тони Де Серджио)[1]

## Критика и отзывы
- Бобби Блейк (Xcritic) отмечает, что фильм слишком насыщен событиями, чтобы зритель мог сосредоточиться и насладиться увиденным. Также, по мнению Блйка, исполнители в фильме неравномерный уровень исполнителей, где с лучшей стороны себя проявляют Тейлор и Хенесси, а вот ряд других выглядит совсем не так впечатляюще[2].